# François Bustillo
Pour les articles homonymes, voir Bustillo.
Bustillo  Rípodas est un nom espagnol. Le premier nom de famille, en général paternel, est Bustillo ; le second, en général maternel, souvent omis, est Rípodas.
François-Xavier Bustillo Rípodas, né le 23 novembre 1968 à Pampelune (Espagne), est un religieux franciscain conventuel français, évêque d’Ajaccio depuis le 11 mai 2021 et cardinal depuis le 30 septembre 2023. 

## Biographie

### Jeunesse et formation
Francisco Javier Bustillo Rípodas naît le 23 novembre 1968 à Pampelune, capitale de la Navarre (Espagne). Fils d'un militaire et d'une mère au foyer, il grandit au sein d'une fratrie de quatre enfants. 
À dix ans, il entre au petit séminaire d'Elizondo, dans la vallée de Baztan, et continue ses études secondaires à Lecároz. 
À dix-sept ans, ayant obtenu son baccalauréat, il rejoint les franciscains à Padoue, en Italie. 

### Prêtre franciscain
Membre de l'ordre des Frères mineurs conventuels, il fait sa profession solennelle le 20 septembre 1992, est ordonné prêtre le 10 septembre 1994, puis vient en France. Il obtient sa licence en théologie à l'Institut catholique de Toulouse en 1997. Il co-fonde le couvent de Saint-Bonaventure à Narbonne. En 2006, il reçoit la nationalité française,.
Après avoir été supérieur provincial des franciscains conventuels, l'une des trois grandes familles franciscaines, il était, jusqu'à sa nomination comme évêque, gardien (supérieur) du couvent franciscain Saint-Maximilien-Kolbe de Lourdes (de 2018 à 2021), délégué épiscopal à la protection des mineurs et des personnes vulnérables du diocèse de Tarbes et Lourdes, cérémoniaire diocésain et membre du conseil épiscopal du diocèse de Tarbes et Lourdes.

### Évêque d’Ajaccio
Le 11 mai 2021, François-Xavier Bustillo est nommé évêque d'Ajaccio par le pape François,.
Sa consécration épiscopale et son installation ont eu lieu le dimanche 13 juin 2021 en la cathédrale Notre-Dame-de-l'Assomption d'Ajaccio, en présence du nonce apostolique Celestino Migliore. La cérémonie s'est déroulée sous la présidence de Jean-Marc Aveline, archevêque de Marseille, assisté d'Olivier de Germay (son prédécesseur), archevêque de Lyon, et de Nicolas Brouwet, évêque de Tarbes et Lourdes.

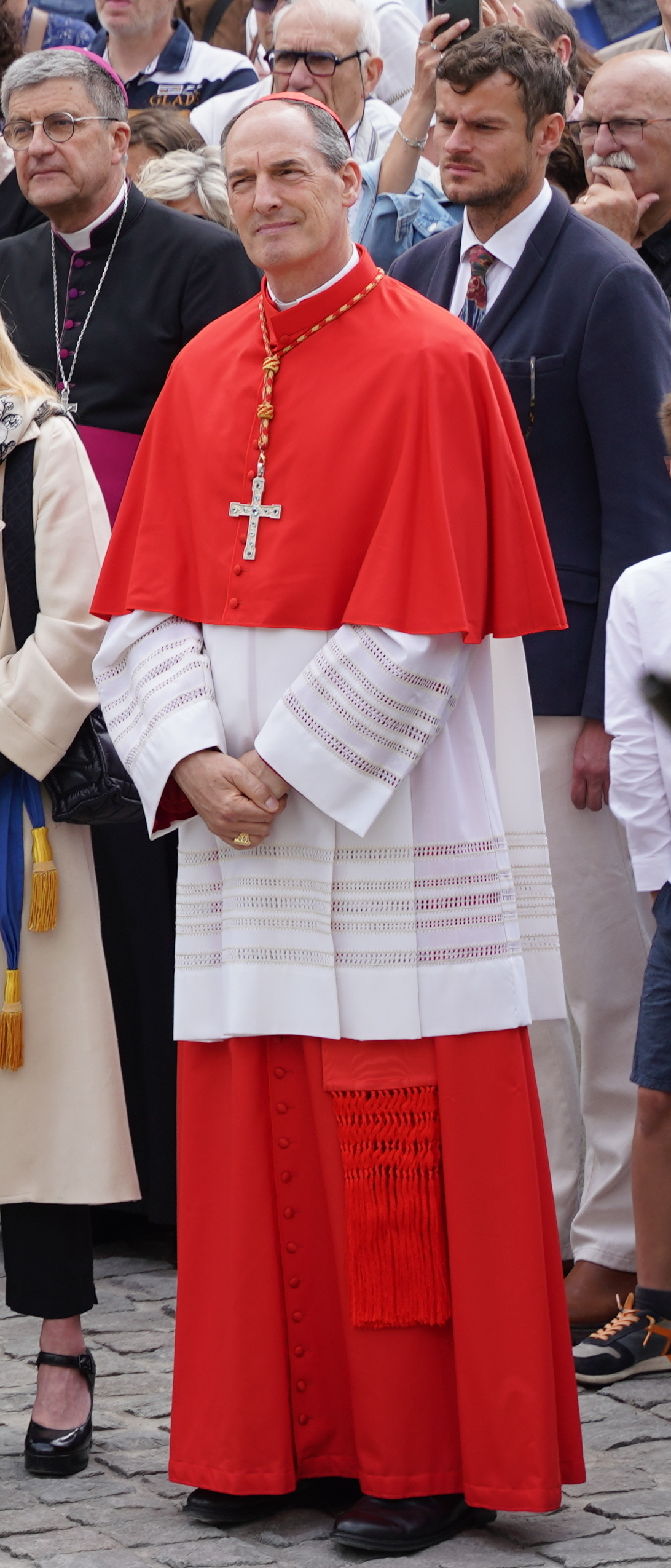
Cardinal, ici en 2025 à Reims en compagnie d'Éric de Moulins-Beaufort.

Le 9 juillet 2023, le pape François annonce lors de l'Angélus la tenue d'un consistoire pour la création de nouveaux cardinaux le 30 septembre 2023, dont François Bustillo,. À cette occasion, il reçoit le titre de cardinal-prêtre de Santa Maria Immacolata di Lourdes a Boccea. Il reçoit la visite d'Emmanuel Macron le 28 septembre 2023, lors d'un déplacement du président en Corse. François-Xavier Bustillo est créé cardinal à Rome, le 30 septembre 2023, lors d'une cérémonie à laquelle assistent près de 800 Corses venus pour l'occasion.
Il invite le pape François en Corse le 15 décembre 2024, pour la clôture d'un colloque sur la religiosité populaire en Méditerranée,. Ce voyage cause de l'incompréhension au sein de l'Église de France, le pape ayant refusé de se rendre à l'inauguration de Notre-Dame de Paris la semaine d'avant, le 8 décembre 2024,.
Le 19 mai 2025, le pape Léon XIV le désigne comme son envoyé spécial aux cérémonies conclusives du 350e anniversaire des apparitions du Sacré-Cœur de Jésus à Paray-le-Monial, dont la date est fixée au 27 juin de la même année.

## Vie personnelle
Il est un amateur de tennis et nage presque tous les jours.
En septembre 2023, le magazine Golias Hebdo publie une enquête intitulée « Les étranges amis du néo-cardinal Bustillo ». L'enquête met en lumière des dérives charismatiques et mystico-spirituelles attribuées au frère Daniel-Marie Thévenet, qui est l'un des trois re-fondateurs de l'ordre au couvent de Narbonne, aux côtés de François Bustillo. Interrogé à ce sujet par Libération, le cardinal dit avoir « incité à la prudence ». Le quotidien affirme qu'aux dires de son entourage, François Bustillo « n'aurait pas eu tout à fait les mains libres pour régler réellement le problème. ».

## Succession apostolique
François Bustillo a ordonné les évêques suivants :
- Évêque Éric Bidot, O.F.M.Cap. (2025)

## Décorations
- Chevalier de la Légion d'honneur (2024)[26]

## Publications
- (it) La fraternità pasquale. Raccontare la vita comunitaria, Padoue, EMP, 2013 (ISBN 978-8825033953)
- François Bustillo, La vocation du prêtre face aux crises: La fidélité créatrice, Nouvelle Cité, 14 janvier 2021 (ISBN 978-2-37582-242-5)
- François Bustillo, Passons sur l'autre rive : Vers une vie religieuse renouvelée, Bruyères-le-Châtel, Nouvelle Cité, 19 mai 2022, 192 p. (ISBN 978-2-37582-306-4)
- François Bustillo, Le cœur ne se divise pas, Éditions Fayard, 13 septembre 2023, 270 p. (ISBN 978-2-21372-838-4)